# Departamento de Nyong-et-Mfoumou
Nyong-et-Mfoumou es un departamento de la región Centro de Camerún. En noviembre de 2005 tenía una población censada de 104 507 habitantes.
Está formado por los siguientes municipios:
- Akonolinga 47,561
- Ayos 22,899
- Endom 14,789
- Mengang 8,031
- Nyakokombo 11,227